# École supérieure d'art et de design d'Orléans
Pour les articles homonymes, voir École des beaux-arts, École supérieure d'art et IAV.
 (juin 2021).
Si vous disposez d'ouvrages ou d'articles de référence ou si vous connaissez des sites web de qualité traitant du thème abordé ici, merci de compléter l'article en donnant les références utiles à sa vérifiabilité et en les liant à la section « Notes et références ».
L’École supérieure d’art et de design d’Orléans ou ÉSAD Orléans, est un établissement d'enseignement supérieur public français institué sous forme d'établissement public de coopération culturelle situé à Orléans dans le département du Loiret et la région Centre-Val de Loire.
Elle accueille des étudiants après le bac et délivre des diplômes nationaux jusqu'au grade Master. Elle fait partie du réseau des écoles d’art en France. L’école accueille annuellement environ 300 étudiants sous la responsabilité d’une équipe pédagogique de 50 enseignants.
L'école a successivement porté les noms d’École gratuite de dessin de la ville d’Orléans, d’École des beaux-arts puis d’Institut d'arts visuels (IAV).

## Histoire
L'ÉSAD Orléans est l'héritière de l'ancienne « École gratuite de dessin de la ville d’Orléans », qui existe depuis 1787. Devenue « École des Beaux-Arts », puis « Institut d'arts visuels » (IAV) en 1976. L’École a depuis longtemps introduit le design dans son cursus.
Depuis le 1er octobre 2019, l'école est dirigée par Emmanuel Guez.

## Statut
L’ÉSAD Orléans est située au 14, rue Dupanloup, à proximité de la cathédrale Sainte-Croix, du musée des beaux-arts et de l'hôtel de ville. Ses locaux actuels ont été dessinés par les architectes Pierre Lablaude et Lucien Martin : la mise au point du projet, engagé en 1961, s'avère particulièrement difficile, l'architecte-conseil Guillaume Gillet intervenant pour aider à la définition du parti final.
Au 1er janvier 2011, l'Institut d'arts visuels prend le nom d'« École supérieure d'art et de design d'Orléans » et acquiert le statut d'établissement public de coopération culturelle. Ce statut autonome était nécessaire pour s'inscrire dans le système européen. L'établissement public est financé en grande majorité par Orléans Métropole et est sous tutelle pédagogique du Ministère de la Culture.

## Cursus et enseignements
L'école délivre des diplômes nationaux reconnus par le ministère de la Culture :
- le premier cycle, de trois ans, délivre un Diplôme national d'art (DNA), grade Licence et certifié au Répertoire national des certifications professionnelles (RNCP)[5] ;
- le deuxième cycle, de cinq ans, délivre le Diplôme national supérieur d'expression plastique (DNSEP), grade Master et certifié au Répertoire national des certifications professionnelles (RNCP)[5].

## Galerie photo

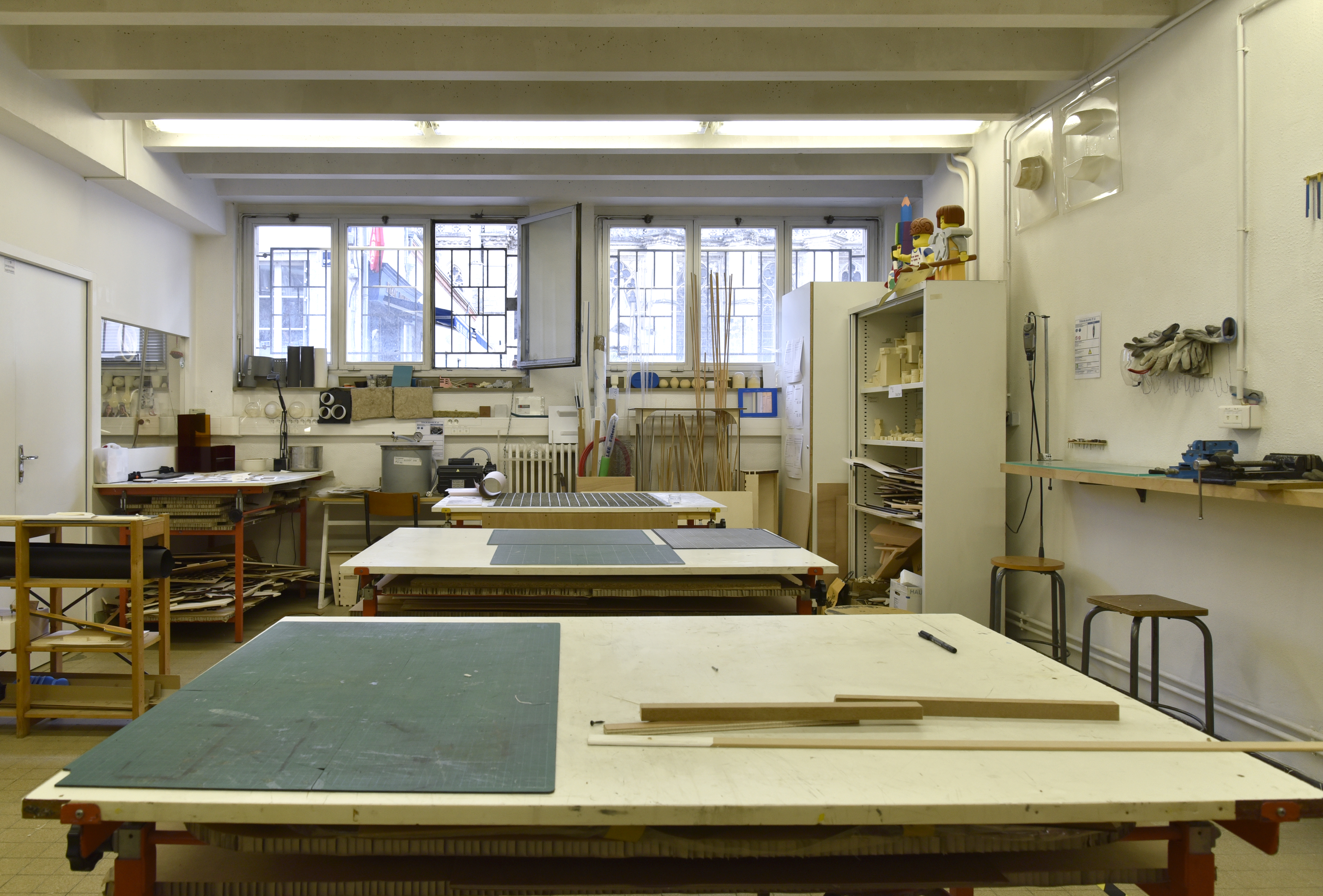
Atelier prototypage
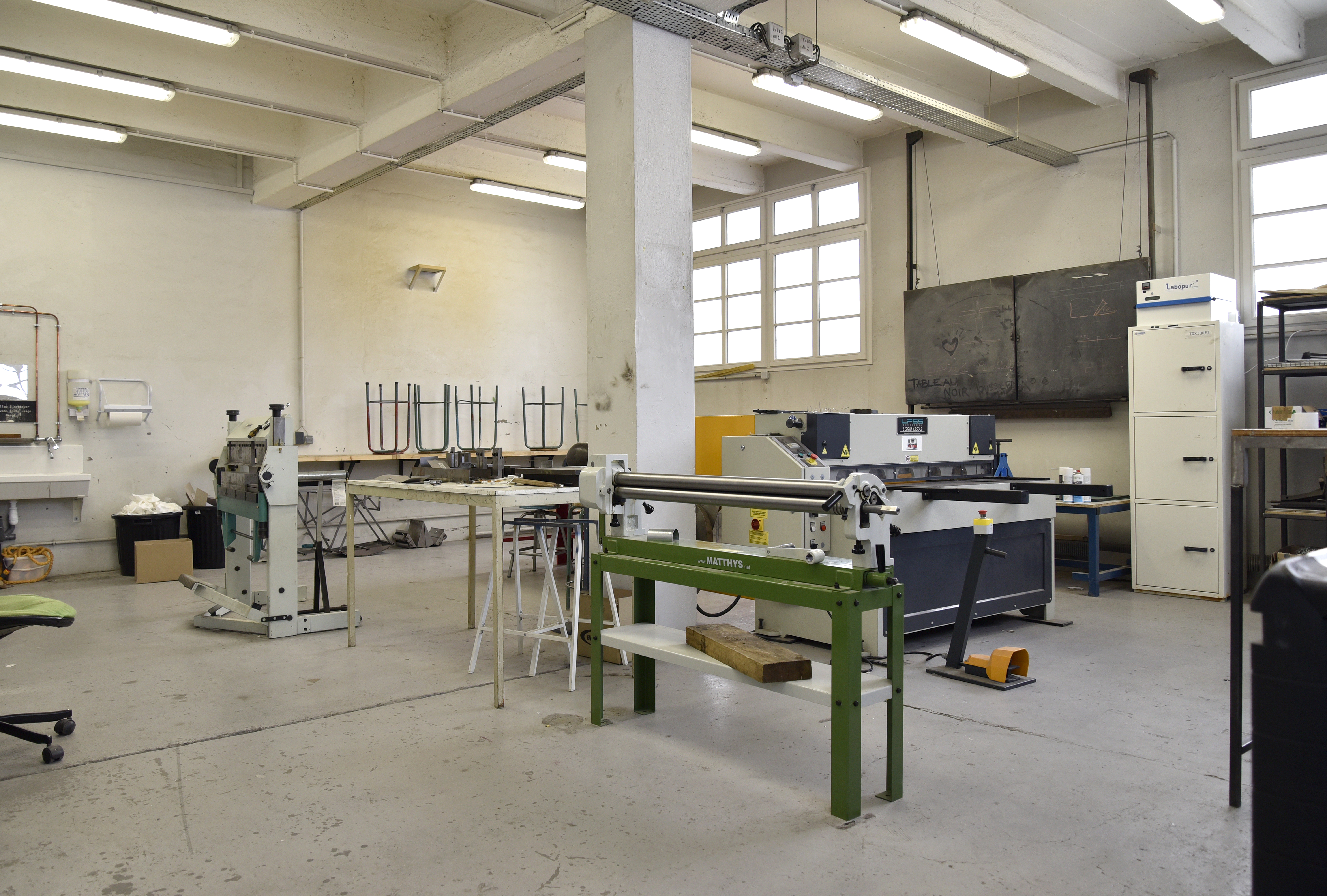
Atelier métal
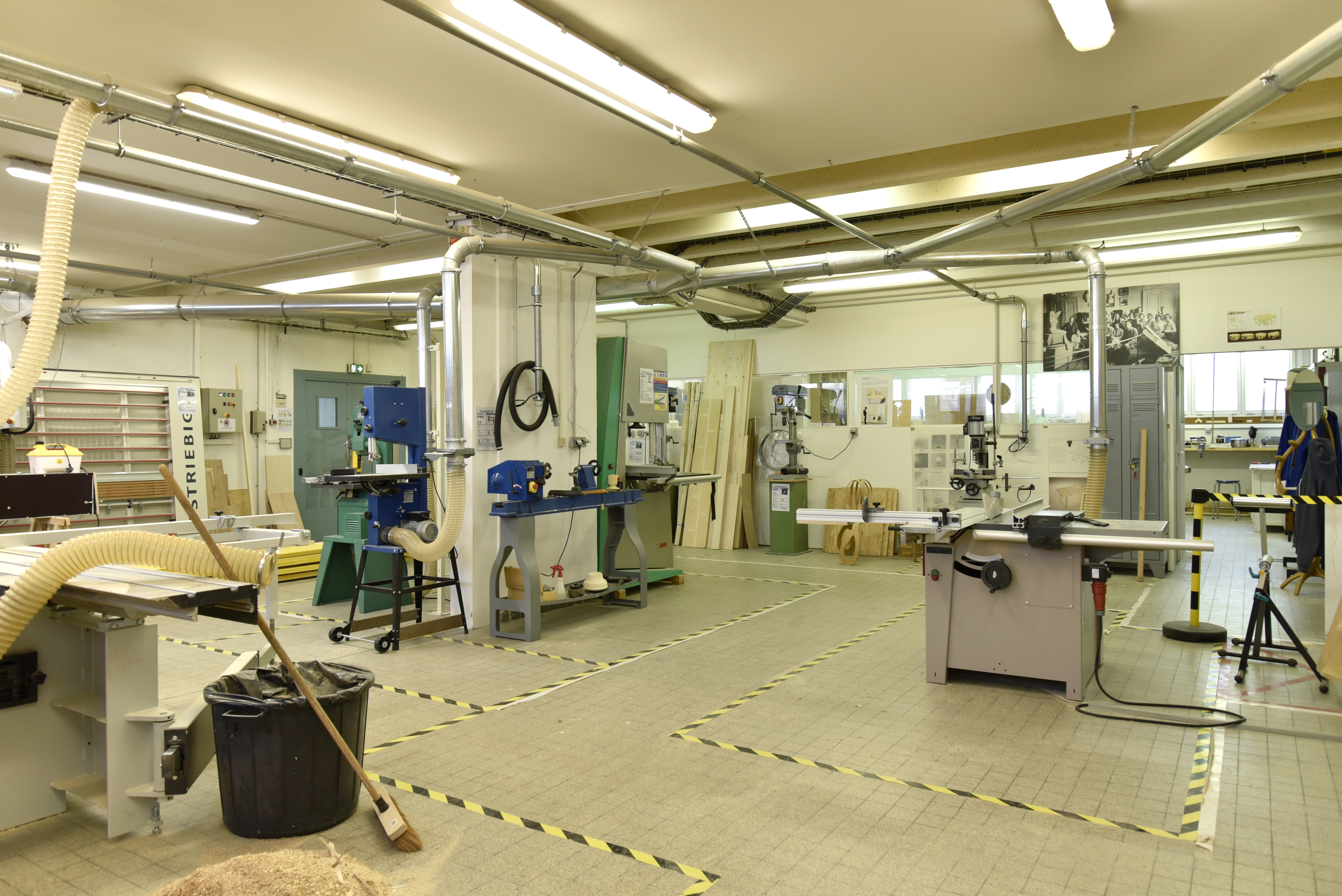
Atelier bois
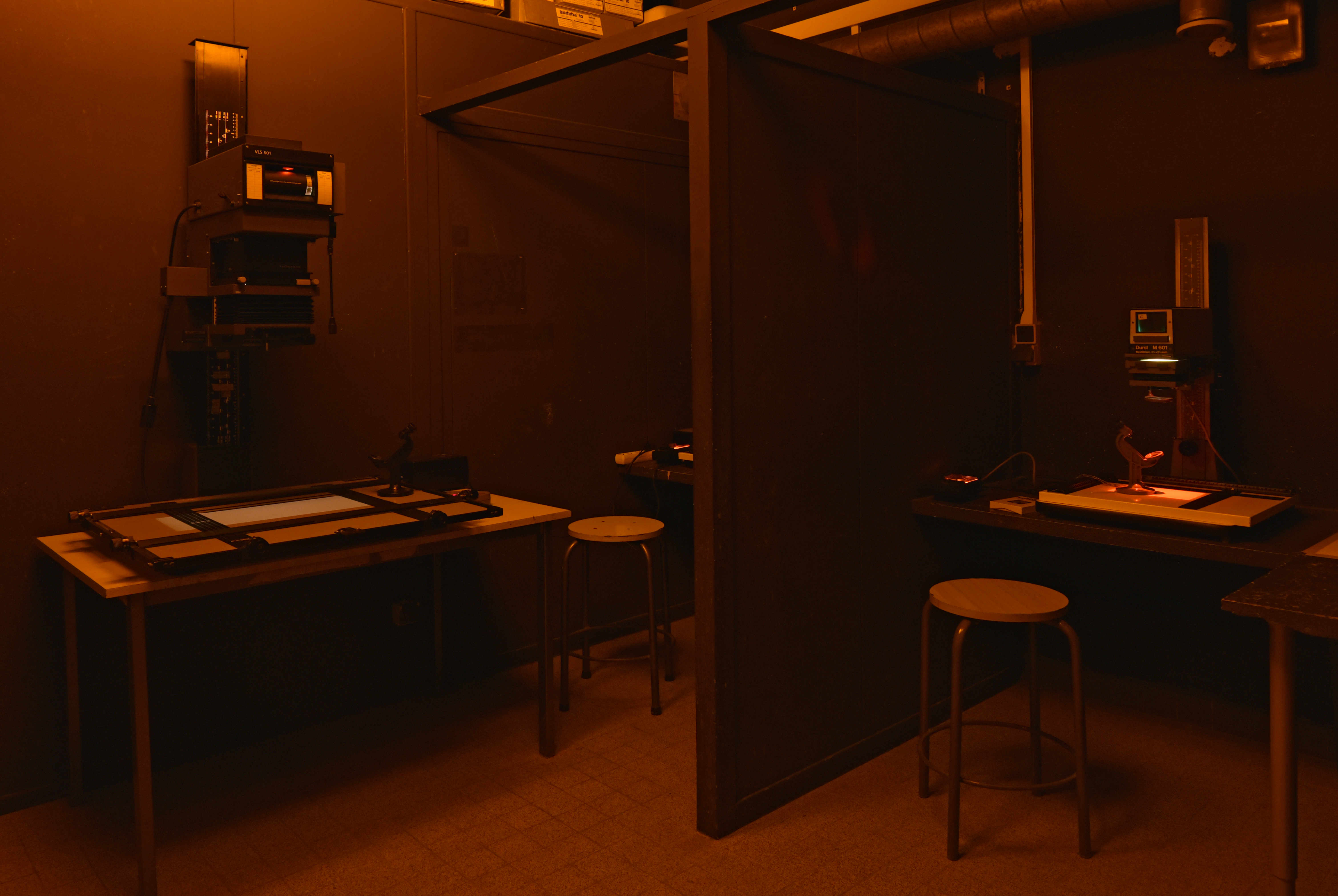
Atelier argentique
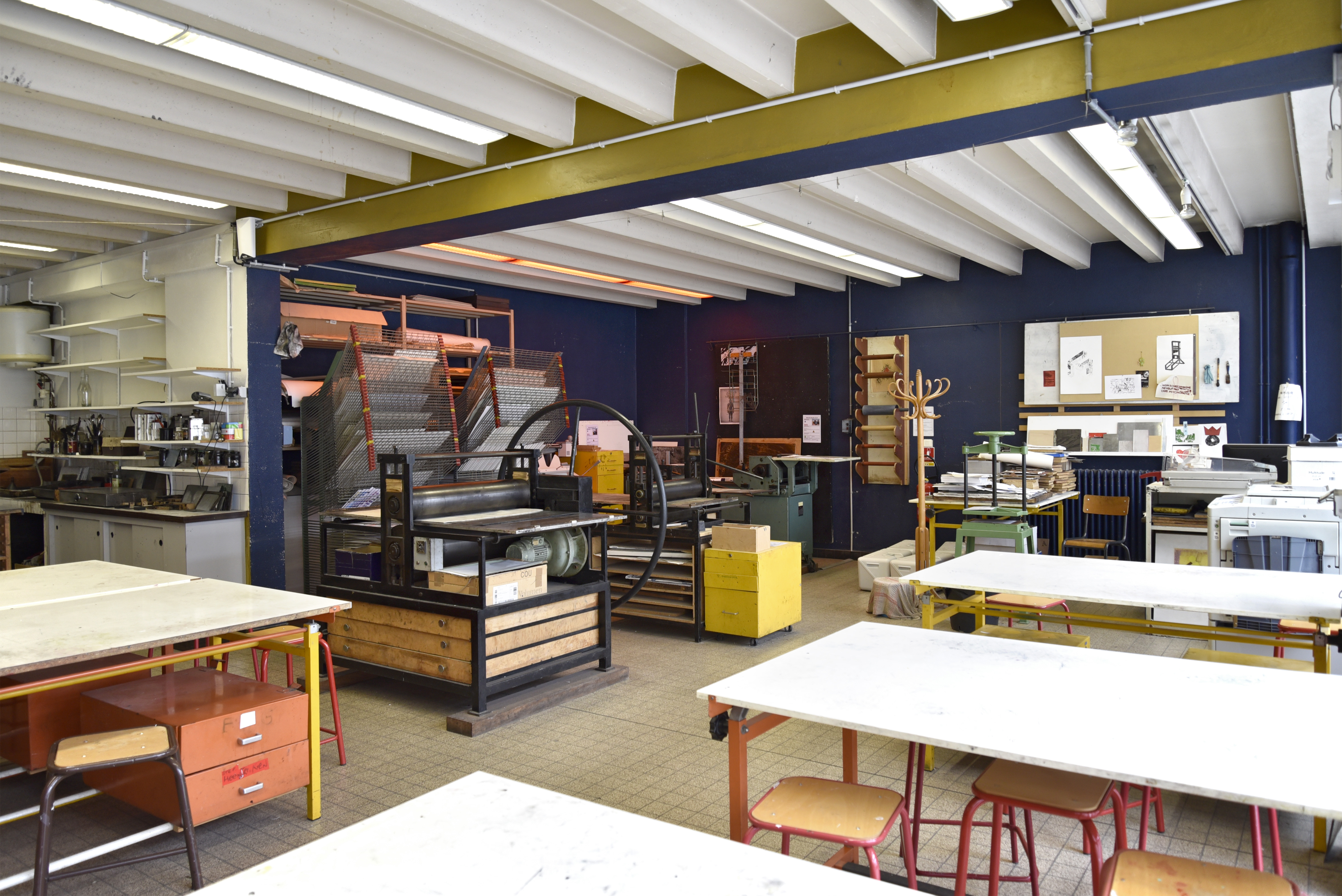
Atelier gravure

## Directeurs
- Paul Cordonnier (1878-1963), de 1932 à 1938.
- Louis-Joseph Soulas[6] (1905-1954), de 1938 à 1954, nommé par Jean Zay
- Marguerite Soulas de 1954 à 1972
- Pierre Lignier, de 1971 à 1983, Ecole régionale des beaux-arts d'Orléans qui devient Institut d'arts visuels d'Orléans/IAV le 29 octobre 1976
- Gerard Baudoin, directeur de l'IAV d'Orléans de 1984 à 2004
- Jacqueline Febvre, directrice de 2005 à 2019 : l'IAV devient un Etablissement public/EPCC sous le nom de l'Ecole supérieure d'art et de design d'Orléans / ESAD Orléans, en janvier 2011.

## Anciens professeurs
- Lucien Fleury (1928-2004) de 1965 à 1996 ;
- Henri Guibal, de 1975 à 1979 ;
- Uli Meisenheimer, depuis 2013.

## Anciens élèves notoires
- Stéphane Marie
- Thoma Vuille plus connu sous le pseudonyme de "Monsieur Chat"[7]